# Gilles Brassard
Gilles Brassard (Montreal, 1955) es un ingeniero canadiense, catedrático de informática cuántica.

## Trayectoria
Estudió en la Universidad de Montreal (1975), y obtuvo su título en Ciencias de la computación por la Universidad de Cornell en 1979, trabajando en una agencia de cartografía junto a John Hopcroft como su supervisor. Ha sido un miembro de importantes facultades en la Universidad de Montreal hasta convertirse en profesor en 1988.
Brassard es conocido por su trabajo fundamental en criptografía cuántica, teleportación cuántica, entrelazamiento cuántico y la clásica simulación del entrelazamiento cuántico. Muchos de esos conceptos son todavía teóricos, pero otros han sido implementados en laboratorios.
En 1984, junto con Charles H. Bennett, inventó el Protocolo BB84 para criptografía cuántica. Más tarde él extendió su trabajo para corregir el dado en llamar error cascada, un error en dicho protocolo, que consiste en la eficiente detección y corrección de los ruidos causados por las deficiencias del mismo y sus signos.

## Distinciones
- 1992 - Premio Urgel-Archambault
- 1992 - Beca E.W.R. Steacie
- 1996 - Miembro de la Sociedad Real de Canadá
- 1997 - Premio Killam
- 2000 - Premio Marie-Victorin
- 2007 – Medalla Herzberg del Consejo de Investigación de Ciencias e Ingeniería de Canadá
- Catedrático de informática cuántica

## Libros
- Fundamentos de algoritmia. Gilles Brassard & Paul Bratley. (ISBN 84-89660-00-X)